# Dinurus tornatus
Dinurus tornatus är en plattmaskart. Dinurus tornatus ingår i släktet Dinurus och familjen Hemiuridae. Inga underarter finns listade i Catalogue of Life.